# 12 Comae Berenices
Désignations
12 Comae Berenices (en abrégé 12 Com) est une étoile binaire de la constellation boréale de la Chevelure de Bérénice. C'est le membre le plus brillant de l'amas d'étoiles de la Chevelure de Bérénice et elle est visible à l’œil nu avec une magnitude apparente de 4,80. D'après la mesure de sa parallaxe annuelle par le satellite Gaia, le système est situé à 276 ± 5 a.l. (∼ 84,6 pc) de la Terre.
Bien que 12 Com ait été listée comme une variable suspectée, il n'y a en fait aucune évidence photométrique qui montrerait une variation de sa luminosité. Cependant, sa vitesse radiale s'est révélée être variable, comme le découvrit W. W. Campbell en 1910. La première solution orbitale fut publiée par Vinter Hansen dans les années 1940. 12 Com est ainsi une binaire spectroscopique à raies doubles, dont la période orbitale est de 396,5 jours et avec une excentricité de 0,566.
La composante primaire est une étoile vieillissante qui a évolué en une géante de type F et la seconde est une étoile blanche de la séquence principale plus petite mais plus chaude. Griffin et Griffin (2011) ont suggéré que la composante secondaire pourrait avoir commencé son évolution hors de la séquence principale, et lui ont donc assigné une classe de luminosité IV, correspondant à une sous-géante. La primaire, désignée comme composante A, est 2,6 fois plus massive que le Soleil et s'est étendue jusqu'à atteindre 8,9 fois son rayon. Elle est 56 fois plus lumineuse que le Soleil et elle rayonne depuis sa photosphère selon une température effective de 5 300 K. Sa compagne, la composante B, est deux fois plus massive que le Soleil et fait 2,5 fois son rayon. Elle brille 30 fois la luminosité du Soleil à une température de 8 500 K. L'âge du système est estimé à 670 millions d'années, ce qui est cohérent avec les âges donnés pour Melotte 111 en général.